# 1671
| 1671               |
| ------------------ |
| Dødsfald - Fødsler |
|                    |

| Gregoriansk kalender | 1671 MDCLXXI            |
| Ab urbe condita      | 2424                    |
| Armensk kalender     | 1120 ԹՎ ՌՃԻ             |
| Kinesiske kalender   | 4367 – 4368 庚戌 – 辛亥 |
| Etiopisk kalender    | 1663 – 1664             |
| Jødisk kalender      | 5431 – 5432             |
| Hindukalendere       |                         |
| - Vikram Samvat      | 1726 – 1727             |
| - Shaka Samvat       | 1593 – 1594             |
| - Kali Yuga          | 4772 – 4773             |
| Iransk kalender      | 1049 – 1050             |
| Islamisk kalender    | 1082 – 1083             |

Konge i Danmark: Christian 5. 1670-1699
Se også 1671 (tal)

## Begivenheder
- 22. marts - Ved en møntordning bliver det bestemt, at danske mønter for fremtiden kun må slås i København, Glückstadt og Kongsberg
- 25. oktober – Giovanni Domenico Cassini opdagede Saturn-månen Iapetus.
- Udateret - Lensgreve, betegnelsen for den højeste adelsrang, indføres i Danmark.

## Født
- 21. juni - Christian Ditlev Reventlow, dansk officer, gehejmeråd og overpræsident i Altona (død 1738).
- 11. oktober - Kong Frederik den 4. af Danmark-Norge fra 1699 til sin død i 1730.
- 24. maj – Gian Gastone de' Medici, storhertug af Toscana fra 1723 til sin død i 1737.